# Alice Eve
Alice Sophia Eve (London, Velika Britanija, 6. veljače 1982.) britanska je glumica.

## Životopis
Alice Sophia Eve rođena je u Londonu, Velika Britanija. Najstarija je od troje djece (sestre Jack Eve i George Eve), a roditelji, majka Sharon Maughan i otac Trevor Eve, oboje su glumci. Dok je bila vrlo mlada, obitelj seli u Los Angeles, Kalifornija, kako bi se otac probao probiti na američko tržište. No, u Veliku Britaniju vraćaju se kada je navršila 13 godina.
Godinu dana pohađa školu u Chichesteru, gdje joj majka glumi, a nakon toga prelazi u Bedales School u Hampshireu gdje prvi puta glumi u predstavama Les Misérables i Twelfth Night. Po završetku uzima godinu dana odmora te odlazi na studij u Beverly Hills Playhouse. Zatim se vraća u Veliku Britaniju i upisuje St Catherine's College pri Sveučilištu Oxford. Dok pohađa sveučilište pojavljuje se u studentskim produkcijama An Ideal Husband, Animal Crackers (turneja na Edinburgh Fringe festivalu), Scenes from an Execution i The Colour of Justic.
Na filmu se prvi puta pojavljuje 2004. godine igrajući sporednu ulogu, Marthu Guthrie, u britanskoj drami Hawking. Nakon toga slijedi, također sporedne uloge u serijama The Rotters' Club i Agatha Christie's Poirot. Prvu ozbiljniju ulogu dobiva 2006. godine u američkoj komediji Starter for 10 u kojoj igra lik Alice Harbinson, a iste godine glumi Josie u britanskom filmu Big Nothing. Pred kraj godine dobiva glavnu žensku ulogu u britanskoj mini-seriji Losing Gemma u kojoj igra lik Esther.
Američkoj publici najbolje se predstavila 2009. godine u filmu Crossing Over u kojem glavne uloge igraju Harrison Ford, Ashley Judd i Ray Liotta. U američkoj komediji Seks i grad 2, glumi Erin, Charlotteinu irsku dadilju. Lik Sophie igra 2011. godine u TV seriji Svita, a sljedeće Emily Hamilton u američkom trileru Gavran - Smrt iz priče. Young Agent O igra u američko akcijskoj SF komediji Ljudi u crnom 3, a 2013. godine u filmu Zvjezdane staze: U tami glumi lik Carol.